# 德安东尼·梅尔顿
德安东尼·梅尔顿（英語：De'Anthony Melton，1998年5月28日—），绰号“做点事先生”（Mr. Do Something），美国职业篮球运动员，效力于NBA金州勇士。
梅尔顿在2018年NBA选秀第二轮第46顺位被休斯敦火箭选中，新秀赛季开始前被交易到了菲尼克斯太阳。在菲尼克斯度过了一个赛季后，梅尔顿于2019年7月被交易到孟菲斯灰熊。三个赛季后，梅尔顿在休赛期被交易到费城76人。